# Padesát odstínů temnoty (film)
Padesát odstínů temnoty (v anglickém originále Fifty Shades Darker) je americký erotický dramatický romantický film z roku 2017. Předlohou je stejnojmenný román od E. L. James, scénář k filmu napsal její manžel Niall Leonard a režie se ujal James Foley. Snímek je sequelem snímku Padesát odstínů šedi. V hlavních rolích se opět představili Dakota Johnsonová a Jamie Dornan.
Natáčení snímku Padesát odstínů temnoty a jeho sequelu Padesát odstínů svobody začalo 9. února 2016 v Paříži a Vancouveru. Ve Spojených státech měl film Padesát odstínů svobody premiéru 10. února 2017, v České republice o den dříve.

## Děj
Anastasie (Ana) Steelová na konci prvního filmu opouští Christiana Greye, který nyní ve svých nočních můrách znovu prožívá trýznivé prožitky z dětství (kdy byl terorizován na drogách závislou matkou a jejími sexuálními klienty). Anastasie začíná pracovat pro nechvalně známého knižního producenta Jacka Hydea při vydavatelství Seattle Independent Publishing (SIP) a zpočátku se tato spolupráce jeví jako velmi úspěšná. Na výstavě fotografií kamaráda Josého pak potkává Christiana, který se jí snaží získat zpět. Po společné večeři, kdy jí Christian slíbí, že se podoba jejich vztahu výrazně změní ("už žádné podmínky, žádné tresty, žádná tajemství") jej Anastasie přijímá zpět.
Postupně pak znovu budují romantický vztah, ale Ana je konfrontována s Christianovou minulostí v podobě znovu se objevující bývalé subiny Leily a záhadné dámy Eleny Lincolnové, která byla první Christianovou milenkou a není ochotná smířit se s jejich vztahem. Christian se ale do Any silně zamiluje a přes další úskalí a překážky ji za jedné noci požádá o ruku. Ana, která Christiana rovněž miluje, nejprve váhá, ale nakonec souhlasí. Své rozhodnutí mu ale oznámí až po jeho nehodě s vrtulníkem, při které Christian se svojí asistentkou uniknou jen o vlásek smrti. Film končí ve chvíli, kdy Christian nyní již oficiálně požádá v romantické scenérii Anu o ruku. Ve hře je však ještě fanatický Jack Hyde, který byl již dříve vyhozen z práce poté, kdy se pokusil Anu v kanceláři znásilnit a nyní přísahá oběma pomstu...

## Obsazení
| Dakota Johnsonová | Anastasia „Ana“ Steele    |
| Jamie Dornan      | Christian Grey            |
| Eric Johnson      | Jack Hyde                 |
| Eloise Mumford    | Katherine „Kate“ Kavanagh |
| Rita Ora          | Mia Grey                  |
| Luke Grimes       | Elliot Grey               |
| Bella Heathcote   | Leila Williams            |
| Victor Rasuk      | José Rodriguez            |
| Kim Basinger      | Elena Lincoln             |
| Marcia Gay Harden | Grace Trevelyan-Grey      |
| Max Martini       | Jason Taylor              |
| Robinne Lee       | Ros Bailey                |
| Fay Masterson     | Gail Jones                |
| Andrew Airlie     | Carrick Grey              |
| Amy Price-Francis | Elizabeth Morgan          |

## Produkce
Dana Brunetti, producent prvního filmu se nechal slyšet, že sequel filmu není v plánu. Po premiéře prvního filmu jeho režisérka Sam Taylor-Johnson oznámila, že sequely knihy Padesát odstínů temnoty a Padesát odstínů svobody budou mít filmové zpracování. Později v roce 2015 bylo oznámeno, že Sam Taylor-Johnson nebude režírovat druhý dil. 22. dubna 2015 bylo oznámeno, že manžel autorky knih Niall Leonard napíše scénář. V srpnu se mluvilo o potenciálních režisérech: James Foley, Rebecca Thomas, Mark Pellington a Tanya Wexler. V listopadu 2015 The Wrap potvrdil, že Foley bude režírovat oba dva sequely.

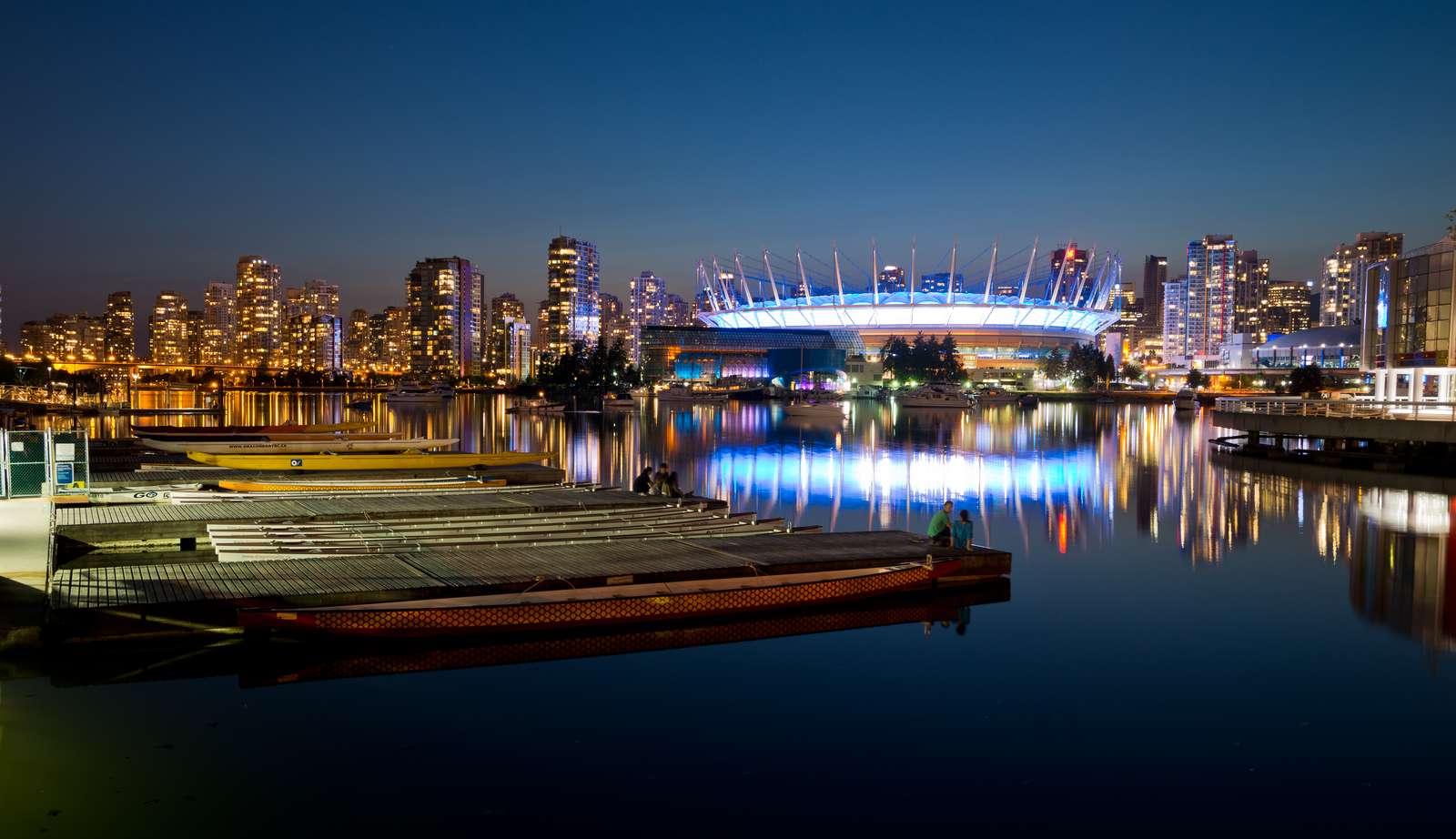
Velká část filmových scén se natáčela ve Vancouveru.

### Casting
V lednu 2016 se Kim Basinger připojila k obsazení v roli Eleny Lincoln, Greyovy obchodní partnerky a bývalé lásky. Luke Grimes, Eloise Mumford a Max Martini se vrátili do svých rolí. 5. února byla obsazena herečka Bella Heathcote do roli Leily. Ten samý měsíc byl do role Jacka Hyda obsazen Eric Johnson. V únoru byly obsazeni Robinne Lee, Fay Masterson a Tyler Hoechlin. V dubnu 2016 bylo potvrzeno, že Hugh Dancy si ve filmu zahraje doktora Johna Flynna, Greyova psychiatra.

### Natáčení
Natáčení mělo začít v červnu 2015 ve Vancouveru, nicméně se kvůli opoždění napsání scénáře muselo natáčení přesunout na únor 2016. V listopadu 2015 Universal Studios oznámilo, že oba filmy budou natáčeny ve stejnou dobu. Natáčelo se v Paříži a Vancouveru od 9. února 2016 do 12. července 2016 pod pracovním názvem „Further Adventures of Max and Banks 2 & 3“.

### Soundtrack
Album Fifty Shades Darker: Original Motion Picture Soundtrack bylo vydáno 10. února 2017. Hlavní skladba filmu je písnička od Zayna a Taylor Swift „I Don't Wanna Live Forever“, který byl zveřejněný 9. prosince 2016.
| Fifty Shades Darker: Original Motion Picture Soundtrack | Fifty Shades Darker: Original Motion Picture Soundtrack | Fifty Shades Darker: Original Motion Picture Soundtrack | Fifty Shades Darker: Original Motion Picture Soundtrack                                | Fifty Shades Darker: Original Motion Picture Soundtrack |
| Pořadí                                                  | Název                                                   | Hudba                                                   | Text                                                                                   | Délka                                                   |
| ------------------------------------------------------- | ------------------------------------------------------- | ------------------------------------------------------- | -------------------------------------------------------------------------------------- | ------------------------------------------------------- |
| 1.                                                      | I Don't Wanna Live Forever                              | Taylor Swift feat. Zayn                                 | Taylor Swift, Sam Dew, Jack Antonoff                                                   | 4:05                                                    |
| 2.                                                      | Not Afraid Anymore                                      | Halsey                                                  | Ashley Frangipane, Jason Quenneville, Nasri Atweh, Adam Messinger                      | 3:46                                                    |
| 3.                                                      | Pray                                                    | JRY feat. Rooty                                         | H. Mills, Julian Bunetta, C. Knight, John Ryan, Teddy Geiger, Ruth-Anne Cunningham     | 3:20                                                    |
| 4.                                                      | Lies in the Dark                                        | Tove Lo                                                 | Tove Nilsson, Mike Riley, Daniel Traynor                                               | 3:41                                                    |
| 5.                                                      | No Running from Me                                      | Toulouse                                                | Toluwanimi Adeyemo                                                                     | 3:11                                                    |
| 6.                                                      | One Woman Man                                           | John Legend                                             | Tobias Gad, John Stephens                                                              | 4:04                                                    |
| 7.                                                      | Code Blue                                               | The-Dream                                               | Tricky Stewart, Terius Nash                                                            | 4:45                                                    |
| 8.                                                      | Bom Bidi Bom                                            | Nick Jonas feat. Nicki Minaj                            | Jason Evigan, Breyan Isaac, Henry Walter, Marcel Botezan, Sebastian Barac, Onika Maraj | 3:34                                                    |
| 9.                                                      | Helium                                                  | Sia Furler                                              | Sia Furler, Chris Braide                                                               | 4:12                                                    |
| 10.                                                     | Cruise                                                  | Kygo feat. Andrew Jackson                               | Kyrre Gørvell-Dahll, Andrew Jackson                                                    | 3:44                                                    |
| 11.                                                     | The Scientist                                           | Corinne Bailey Rae                                      | Chris Martin, Jonny Buckland, Guy Berryman, Will Champion                              | 3:16                                                    |
| 12.                                                     | They Can't Take That Away from Me                       | José James                                              | George Gershwin, Ira Gershwin                                                          | 2:04                                                    |
| 13.                                                     | Birthday                                                | JP Cooper                                               | John Paul Cooper, Teemu Brunila                                                        | 3:48                                                    |
| 14.                                                     | I Need a Good One                                       | The Avener feat. Mark Asari                             | Tristian Casara, Mark Asari                                                            | 3:48                                                    |
| 15.                                                     | Empty Pack of Cigarettes                                | Joseph Angel                                            | Jimmy Messer, Joseph Angel                                                             | 3:51                                                    |
| 16.                                                     | What Would It Take                                      | Andrew East                                             | Michael Anderson, Aaron Raitere                                                        | 3:59                                                    |
| 17.                                                     | What Is Love?                                           | Frances                                                 | Sophie Frances Cooke                                                                   | 4:07                                                    |
| 18.                                                     | On His Knees                                            | Danny Elfman                                            | Danny Elfman                                                                           | 2:50                                                    |
| 19.                                                     | Making It Real                                          | Daniel Elfman                                           | Danny Elfman                                                                           | 2:08                                                    |

## Vydání
Premiéra filmu se ve Spojených státech amerických uskutečnila 10. února 2017. V České republice se premiéra filmu konala 9. února 2017.

### Marketing
15. září 2016 Universal vypustil první oficiální trailer. Za prvních 24 hodin trailer zhlédlo 114 milionů diváků. 2,5 milionu diváku zobrazilo trailer na facebookové stránce filmu. Přes 39,4 milionu diváků pocházelo ze Severní Ameriky. Trailer zlomil rekord držený filmem Star Wars: Síla se probouzí se 112 miliony zobrazení za stejný čas. Rekord však v listopadu 2016 zlomil trailer k filmu Kráska a zvíře se 127,6 miliony zobrazení.

## Přijetí

### Tržby
Za čtvrteční večer film vydělal z 3 120 kin 8,6 milionů dolarů. Za páteční den vydělal 21,5 milionů dolarů.Za páteční premiérový den vydělal film ve Spojeném království a Irsku 4 miliony dolarů. Ve Španělsku se stal nejnavštěvovanějším filmem a vydělal 1,8 milionů dolarů za premiérový den. V Austrálii vydělal 2,1 milionů dolarů, v Argentině 1,2 milionů dolarů, ve Francii 1,9 milionů dolarů.. K 6. dubnu 2017 vydělal film po 56 dnech promítání celosvětově přesně 376 967 096 dolarů.

### Recenze
Tak jako u předchozího film získal získal kritiku a to hlavně jeho scénář, výprava, Dornanův výkon, ale výkon Johnsonové byl uznáván. Na recenzní stránce Rotten Tomatoes získal ze 112 započtených recenzí 10 procent s průměrným ratingem 3,4 bodů z deseti. Na serveru Metacritic snímek získal z 34 recenzí 33 bodů ze sta.

### Ocenění a nominace
| Ocenění                                       | Datum          | Kategorie                          | Nominovaný                   | Výsledek |
| --------------------------------------------- | -------------- | ---------------------------------- | ---------------------------- | -------- |
| Alliance of Women Film Journalists EDA Awards | 9. ledna 2018  | Herečka, potřebující nového agenta | Dakota Johnson               | nominace |
| Satellite Awards                              | 10. února 2018 | Nejlepší filmová píseň             | „I Don't Wanna Live Forever„ | nominace |

## Sequel
Filmový sequel Padesát odstínů svobody byl natáčený ve stejnou dobu jako Padesát odstínů temnoty. Premiéra ve Spojených státech amerických se uskutečnila 9. února 2018.